# Li Dawei
Li Dawei (李大卫), nacido en 1963 en Pekín, es un escritor chino.
Diplomado en el instituto pedagógico de Pekín en literatura americana en 1985, publicó sus primeros poemas con el pseudónimo de Weiwei ese mismo año. Dos años más tarde, lo invitaron a un encuentro internacional de escritores de su generación en EE. UU.
Desde 1989 ha publicado ensayos sobre arte y literatura y en 1996, apareció su primera novela El coleccionista de sueños (Ji meng aihaozhe). Pasó una breve temporada en Brooklyn donde trabajó como traductor sin dar de lado su faceta de escritor.
- Datos: Q706383